# Florence Weiss
Pour les articles homonymes, voir Weiss et Florence Weiss (homonymie).
 (février 2022).
Si vous disposez d'ouvrages ou d'articles de référence ou si vous connaissez des sites web de qualité traitant du thème abordé ici, merci de compléter l'article en donnant les références utiles à sa vérifiabilité et en les liant à la section « Notes et références ».
 (avril 2022).
Florence Weiss, née en 1945 à Bâle, est une anthropologue et ethnologue suisse, spécialisée en ethnopsychanalyse. Elle pratique également la photographie (anthropologie visuelle). Ses principales recherches portent sur la Papouasie-Nouvelle-Guinée.

## Biographie et travaux principaux
Florence Weiss grandit dans un milieu situé politiquement à gauche et féru d’art. En 1967, elle commence à étudier l'ethnologie, la philosophie politique et l'histoire de l'art à l'Université de Bâle. Avec son partenaire Milan Stanek (né en 1943 à Bratislava) elle se joint en 1972 à un projet de recherche de terrain du séminaire d’ethnologie bâlois au sein du peuple Iatmul, en Papouasie-Nouvelle-Guinée qui dure dix-sept mois. En 1979 elle présente les résultats scientifiques dans sa thèse de doctorat : Kinder schildern ihren Alltag – Die Stellung des Kindes im ökonomischen System einer Dorfgemeinschaft in Papua New Guinea (Palimbei, Iatmul, Mittelsepik) (Des enfants racontent leur vie quotidienne – la position de l'enfant dans le système économique d'une communauté villageoise).
Ses recherches de terrain suivantes chez les Iatmuls (1979/80, 1986, 1988/89, toujours avec Milan Stanek) sont basées sur les principes de l'ethnopsychanalyse fondée par Georges Devereux, Fritz Morgenthaler et Paul Parin. Il en résulte trois livres : en 1984 Gespräche am sterbenden Fluss. Ethnopsychoanalyse bei den Iatmul in Papua Neuguinea (traduit en 1987 avec une préface de Georges Balandier : Conversations au bord du fleuve mourant. Ethnopsychanalyse chez les Iatmouls en Papouasie-Nouvelle-Guinée); en 1991 Die dreisten Frauen. Gespräche in Papua-Neuguinea (Les femmes culottées. Entretiens en Papouasie-Nouvelle-Guinée); en 1999 Vor dem Vulkanausbruch. Eine ethnologische Erzählung (Avant l’éruption du volcan. Un récit ethnologique).
Après sa retraite comme professeure au séminaire ethnologique de Bâle en 2007 Florence Weiss se tourne vers l'anthropologie visuelle : avec Milan Stanek (décédé en 2014) elle passe en revue les quelque treize mille photographies et diapositives prises lors de son premier séjour chez les Iatmul. Il en sort une exposition au Musée d’ethnologie de l’Université de Zurich en 2015, accompagnée par le livre d'images Kinder im Augenblick. Florence Weiss – Fotografien vom Sepik,.

## Livres
- Kinder schildern ihren Alltag. Die Stellung des Kindes im ökonomischen System einer Dorfgemeinschaft in Papua New Guinea (Palimbei, Iatmul, Mittelsepik) (= Basler Beiträge zur Ethnologie. Bd. 21, Bâle, 1981. (lire en ligne : https://edoc.unibas.ch/25067/)
- Avec Fritz et Marco Morgenthaler: Gespräche am sterbenden Fluss. Ethnopsychoanalyse bei den Iatmul in Papua Neuguinea, Fischer Verlag, Francfort-sur-le-Main, 1984,  (ISBN 3-596-42267-1) ; publié en français sous le titre Conversations au bord du fleuve mourant. Ethnopsychanalyse chez les Iatmouls de Papouasie-Nouvelle-Guinée, préface de Georges Balandier, traduit par Monique Picard, Edition Zoé, Genève, 1987
- Die dreisten Frauen. Ethnopsychoanalytische Gespräche in Papua-Neuguinea, Fischer Verlag, Francfort-sur-le-Main, 1991-2001,  (ISBN 3-596-12831-5).
- Vor dem Vulkanausbruch. Eine ethnologische Erzählung, Fischer Verlag, Francfort-sur-le-Main, 1999-2001,  (ISBN 3-596-13503-6).